# Navicordulia vagans
Navicordulia vagans – gatunek ważki z rodziny szklarkowatych (Corduliidae). Występuje na terenie Ameryki Południowej.